# Foglio elettronico

Esempio di suddivisione in celle per il relativo calcolo

In informatica un foglio elettronico, chiamato anche foglio di calcolo, è un software di produttività personale che consente di operare in maniera efficiente su una più o meno grande mole di dati con calcoli, funzioni aritmetico-matematiche, macro e relativi grafici.

## Storia
L'invenzione si deve a Dan Bricklin:  l'idea gli venne vedendo un suo professore universitario che disegnava una tabella di risultati di calcoli su una lavagna. Quando il professore rilevò un errore, dovette cancellare e riscrivere un'intera sequenza di valori nella tabella, facendo venire in mente a Bricklin che si poteva replicare il procedimento in un computer.
L'implementazione di questa idea divenne poi VisiCalc (da Visible e Calculator), il primo foglio elettronico, anche chiamato killer application che trasformò il personal computer da hobby per appassionati di computer in strumento di lavoro. L'applicazione infatti è stata inventata come  strumento per computer, non essendo affatto un miglioramento tecnologico di altri strumenti (come lo furono la videoscrittura rispetto alla macchina per scrivere, o i sistemi di gestione di basi di dati rispetto allo schedario).
Uno dei più popolari fogli elettronici fu Lotus 1-2-3, che ai tempi del sistema operativo DOS fu una delle applicazioni più utilizzate negli uffici. Il ritardo da parte di Lotus Software nel produrre una versione per Windows giocò a favore di Microsoft Excel, che è oggi il foglio elettronico più diffuso.

## Descrizione

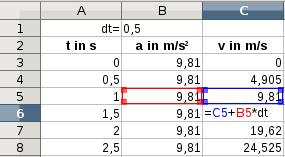
Esempio

È un programma che permette di effettuare calcoli, elaborare dati e tracciare efficaci rappresentazioni grafiche.
Il principio su cui si basa il foglio di calcolo è semplice: fornire una tabella, detta anche foglio di lavoro, formata da celle in cui si possono inserire dati, numeri o formule. Le formule possono essere definite a mano dall'utilizzatore oppure facendo uso di librerie di funzioni predefinite e rese disponibili all'utente.
Le celle, come detto in precedenza, sono la base fondamentale del foglio di calcolo.
Esse, per essere riconoscibili, sono costituite da una lettera e un numero. Le colonne sono indicate dalle lettere, le righe dai numeri. Es: la prima cella in alto a sinistra sarà A1, quella accanto a destra B1, e così via. Quelle invece sotto alla cella A1 saranno A2, A3, A4, ecc.

### Funzionamento
Ogni cella è identificata da una coordinata che ne indica la posizione. Ad esempio C12 (il numero indica la riga; la lettera indica la colonna). Per ogni cella può essere scelta una determinata formattazione del testo: carattere, dimensione e colore del carattere, grassetto e/o corsivo, eventualmente sottolineato o ombreggiato, colore ed elementi dello sfondo. Due o più celle contigue possono essere unite fra loro (per esempio C2, C3, C4) creandone una di dimensione maggiore; in tal caso il riferimento è sempre la prima di esse (nell'esempio sarà C2). Una cella può contenere un numero o del testo, o eseguire una formula e una funzione utilizzando i valori (o le formule) di altre celle. Per eseguire una formula o una funzione, la prima cosa da scrivere nella cella è il simbolo =.

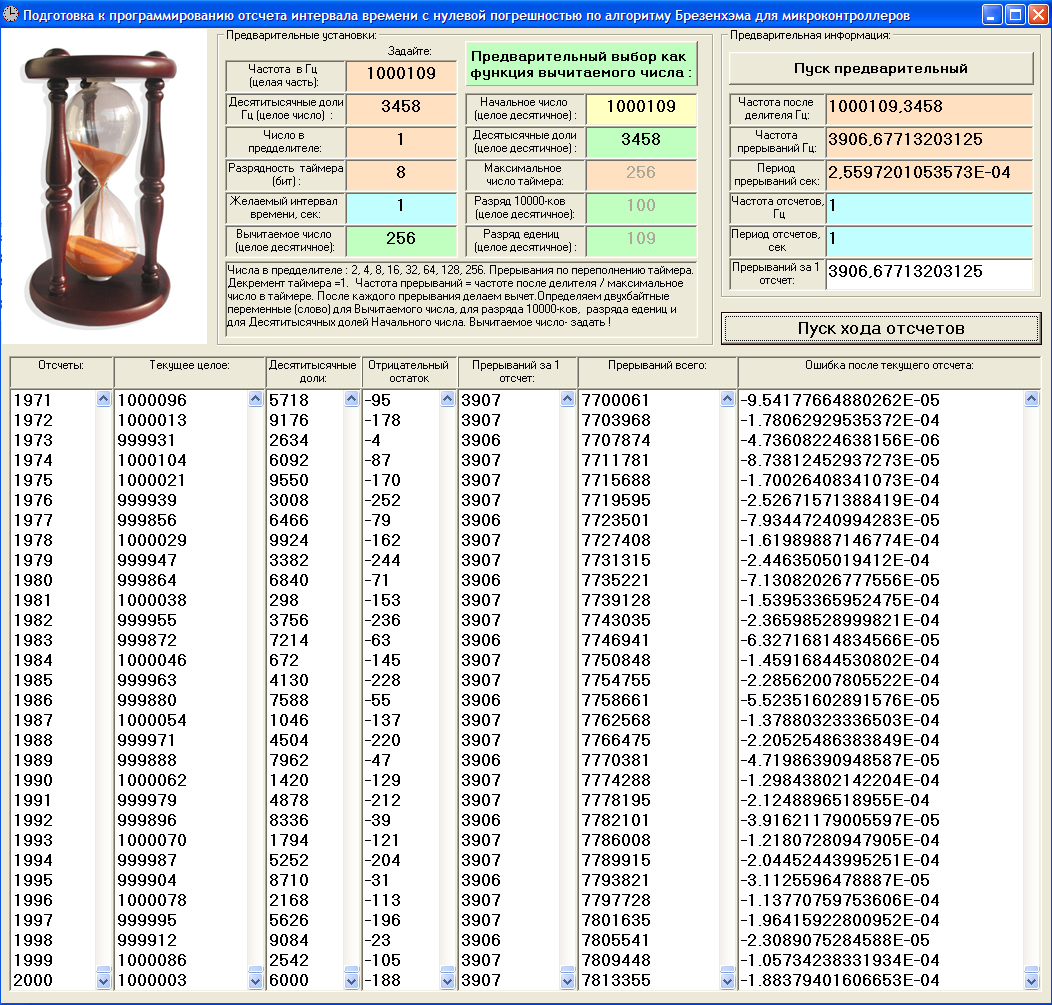
Altro esempio di foglio di calcolo

Se vogliamo avere nella cella C1 il risultato della somma dei valori presenti in A1 e B1, cliccheremo su quest'ultima, digiteremo = per poi ritornare sulla barra delle formule: A1 + B1. Appena premuto il tasto «invio», nella casella prestabilita (in questo caso C1) sarà visualizzato automaticamente il risultato. Se la cella A1 contiene il numero 3, e la cella B1 contiene il numero 2, nella cella C1 apparirà il risultato 5. Se ora nella cella D8 digitiamo la formula =C1-4, vedremo apparire il risultato 1 (5-4). Per introdurre formule si deve iniziare a scrivere il simbolo = nella barra delle formule. In seguito, se vorremo cambiare i valori contenuti in A1 e/o B1, nelle celle C1 e D8 appariranno automaticamente i risultati con i nuovi valori.
Per introdurre dati o formule in una cella possiamo posizionarci su di essa, cliccare sulla barra delle formule e scrivere il dato o la formula che intendiamo introdurre. È però anche possibile introdurre dato o formula direttamente digitando nella cella interessata; è ovvio che se si tratta di una formula o funzione sarà necessario iniziare col segno =. 

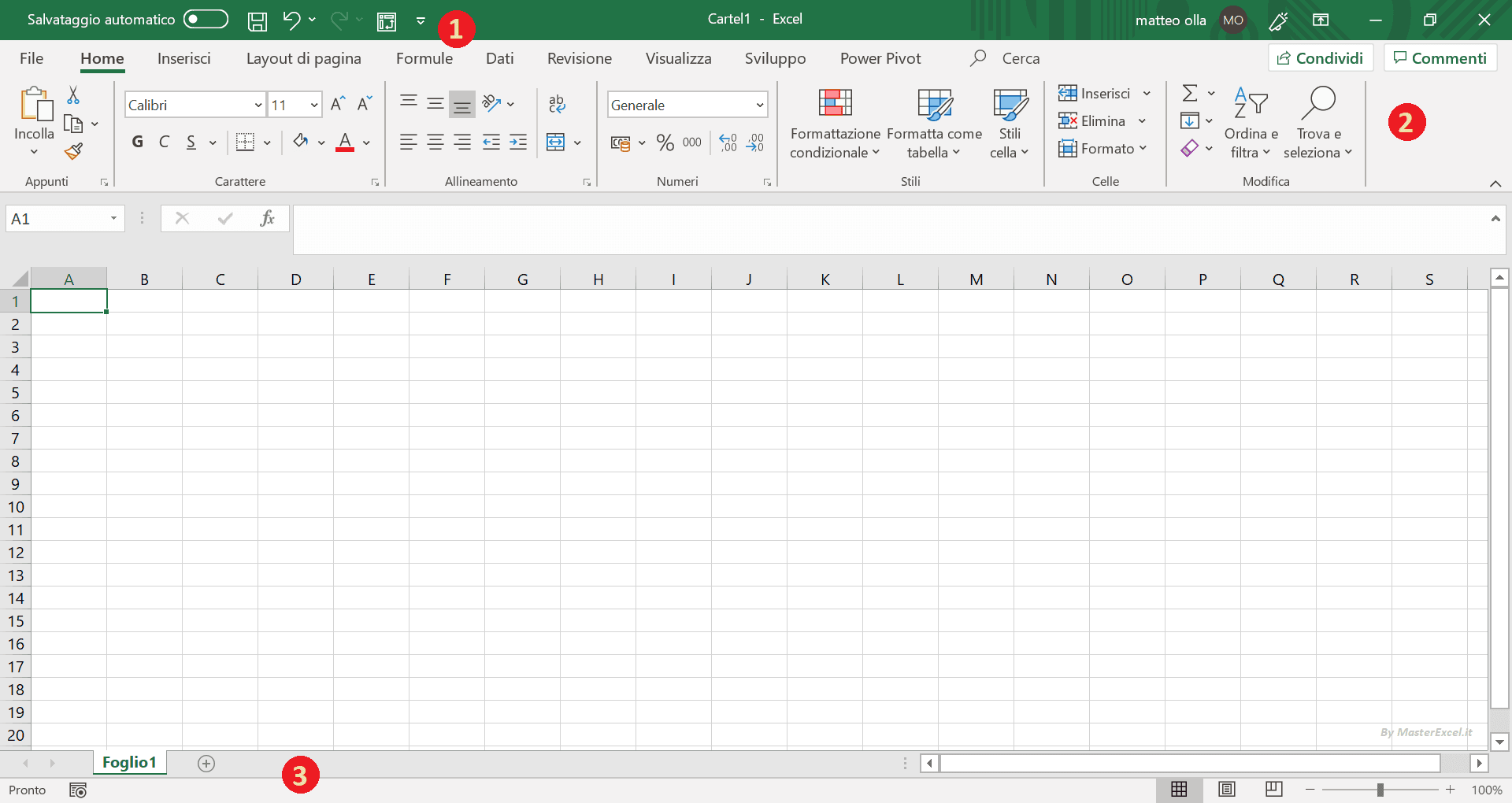
Foglio di Lavoro Excel. In immagine vediamo le principali barre numerate: (1) Barra di Accesso Rapido, (2) Barra Multi-funzione e (3) Barra di Stato

La formula può essere propagata ad altre righe e/o colonne, trascinando la cella. Per ripetere una formula, bisogna selezionare la cella in basso a destra, premendo il tasto sinistro del mouse, e spostare il simbolo sempre tenendo premuto. Trascinando la formula, il foglio di calcolo cambia i riferimenti di riga e/o colonna, i riferimenti di una formula sono quindi impostati come riferimenti relativi.
Per bloccare uno o più riferimenti di riga o colonna, ossia per avere un riferimento assoluto, la lettera o il numero che lo indicano nella formula devono essere preceduti dal carattere «dollaro» (il carattere $). Per esempio se nella cella C1 ho scritto la formula =$A$1+$B$1, copiandola o trasportandola in altre celle avrò sempre il risultato A1+B1.

### Implementazioni rilevanti

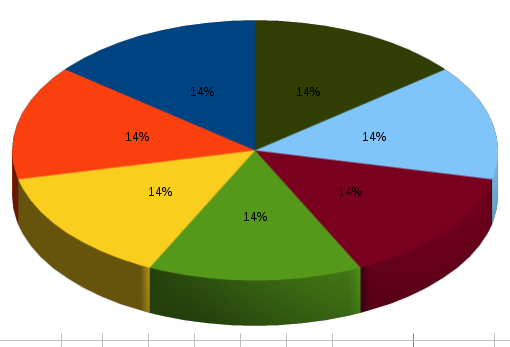
Grafico a torta

I software più diffusi sono (in ordine alfabetico):
- Apache OpenOffice Calc, incluso in Apache OpenOffice
- Calligra Sheets è il foglio elettronico di Calligra Suite, la suite office di KDE
- Gnumeric, nato per GNU/Linux dal progetto GNOME
- Fogli Google (cloud computing), per Chrome OS, di Google
- LibreOffice Calc, incluso in LibreOffice
- Microsoft Excel, incluso nella suite Microsoft Office
- NeoOffice, open source, installabile su sistema operativo Macintosh
- Numbers (Apple Numbers), per Macintosh, fa parte del pacchetto iWork di Apple
- Super Calc 3D